# Домінік Етлінгер
Домінік Етлінгер (хорв. Dominik Etlinger; нар. 19 лютого 1992) — хорватський борець греко-римського стилю, бронзовий призер чемпіонату Європи, бронзовий призер Європейських ігор.

## Життєпис
Боротьбою почав займатися з 2002 року. Багаторазовий призер чемпіонатів Європи та світу у молодших вікових групах.
Виступає за борцівський клуб «Металак» Загреб. Тренери — Бозо Старчевіч, Давор Якубек.

## Спортивні результати на міжнародних змаганнях

### Виступи на Чемпіонатах світу
| Змагання                        | Збірна   | Вагова категорія                 | Місце |
| ------------------------------- | -------- | -------------------------------- | ----- |
| Чемпіонат світу з боротьби 2013 | Хорватія | греко-римська боротьба, до 66 кг | 30    |
| Чемпіонат світу з боротьби 2014 | Хорватія | греко-римська боротьба, до 66 кг | 23    |
| Чемпіонат світу з боротьби 2015 | Хорватія | греко-римська боротьба, до 66 кг | 8     |
| Чемпіонат світу з боротьби 2016 | Хорватія | греко-римська боротьба, до 71 кг | 21    |
| Чемпіонат світу з боротьби 2019 | Хорватія | греко-римська боротьба, до 72 кг | 21    |

### Виступи на Чемпіонатах Європи
| Змагання                         | Збірна   | Вагова категорія                 | Місце  |
| -------------------------------- | -------- | -------------------------------- | ------ |
| Чемпіонат Європи з боротьби 2012 | Хорватія | греко-римська боротьба, до 66 кг | 8      |
| Чемпіонат Європи з боротьби 2013 | Хорватія | греко-римська боротьба, до 66 кг | 12     |
| Чемпіонат Європи з боротьби 2014 | Хорватія | греко-римська боротьба, до 66 кг | 26     |
| Чемпіонат Європи з боротьби 2016 | Хорватія | греко-римська боротьба, до 71 кг | 8      |
| Чемпіонат Європи з боротьби 2017 | Хорватія | греко-римська боротьба, до 71 кг | 19     |
| Чемпіонат Європи з боротьби 2018 | Хорватія | греко-римська боротьба, до 77 кг | 22     |
| Чемпіонат Європи з боротьби 2019 | Хорватія | греко-римська боротьба, до 72 кг | Бронза |
| Чемпіонат Європи з боротьби 2020 | Хорватія | греко-римська боротьба, до 72 кг | 5      |

### Виступи на Європейських іграх
| Змагання              | Збірна   | Вагова категорія                 | Місце  |
| --------------------- | -------- | -------------------------------- | ------ |
| Європейські ігри 2015 | Хорватія | греко-римська боротьба, до 71 кг | Бронза |

### Виступи на інших змаганнях
| Змагання                                                       | Збірна   | Вагова категорія                 | Місце  |
| -------------------------------------------------------------- | -------- | -------------------------------- | ------ |
| Trophee Milone 2011                                            | Хорватія | греко-римська боротьба, до 66 кг | Золото |
| Турнір Германа Каре 2012                                       | Хорватія | греко-римська боротьба, до 66 кг | Золото |
| Золотий Гран-прі з боротьби 2012 (Сомбатгей)                   | Хорватія | греко-римська боротьба, до 66 кг | Срібло |
| Олімпійський кваліфікаційний турнір з боротьби 2012 (Тайюань)  | Хорватія | греко-римська боротьба, до 66 кг |        |
| Міжнародний турнір Любомира Івановича-Гедзи 2013               | Хорватія | греко-римська боротьба, до 66 кг | Золото |
| Золотий Гран-прі з боротьби 2013 (Сомбатгей)                   | Хорватія | греко-римська боротьба, до 66 кг | 5      |
| Трофей Адріатики 2013                                          | Хорватія | греко-римська боротьба, до 74 кг | Золото |
| Середземноморські ігри 2013                                    | Хорватія | греко-римська боротьба, до 66 кг | Бронза |
| Кубок Владислава Пітласинські 2013                             | Хорватія | греко-римська боротьба, до 66 кг | 27     |
| Золотий Гран-прі з боротьби 2013 (Баку)                        | Хорватія | греко-римська боротьба, до 66 кг | Бронза |
| Відкритий чемпіонат Загреба з боротьби 2014                    | Хорватія | греко-римська боротьба, до 66 кг | Бронза |
| Золотий Гран-прі з боротьби 2014 (Сомбатгей)                   | Хорватія | греко-римська боротьба, до 66 кг | 5      |
| Кубок Владислава Пітласинські 2014                             | Хорватія | греко-римська боротьба, до 66 кг | Срібло |
| Відкритий чемпіонат Загреба з боротьби 2015                    | Хорватія | греко-римська боротьба, до 66 кг | Золото |
| Гран-прі FILA 2015                                             | Хорватія | греко-римська боротьба, до 66 кг | Срібло |
| Кубок Владислава Пітласинські 2015                             | Хорватія | греко-римська боротьба, до 66 кг | Бронза |
| Золотий Гран-прі з боротьби 2015                               | Хорватія | греко-римська боротьба, до 71 кг | 8      |
| Гран-прі Загреба з боротьби 2016                               | Хорватія | греко-римська боротьба, до 71 кг | 7      |
| Гран-прі Угорщини з боротьби 2016                              | Хорватія | греко-римська боротьба, до 71 кг | Бронза |
| Олімпійський кваліфікаційний турнір з боротьби 2016 (Зренянин) | Хорватія | греко-римська боротьба, до 66 кг | 5      |
| Олімпійський кваліфікаційний турнір з боротьби 2016 (Стамбул)  | Хорватія | греко-римська боротьба, до 66 кг | 23     |
| Турнір Івана Піддубного 2017                                   | Хорватія | греко-римська боротьба, до 71 кг | 24     |
| Гран-прі Загреба з боротьби 2017                               | Хорватія | греко-римська боротьба, до 71 кг | Золото |
| Гран-прі Угорщини з боротьби 2017                              | Хорватія | греко-римська боротьба, до 71 кг | 8      |
| Гран-прі Загреба з боротьби 2018                               | Хорватія | греко-римська боротьба, до 77 кг | Срібло |
| Тор Мастерс 2018                                               | Хорватія | греко-римська боротьба, до 77 кг | Бронза |
| Гран-прі Угорщини з боротьби 2018                              | Хорватія | греко-римська боротьба, до 72 кг | Срібло |
| Меморіал Олега Караваєва 2018                                  | Хорватія | греко-римська боротьба, до 72 кг | 7      |
| Кубок Тахті 2019                                               | Хорватія | греко-римська боротьба, до 72 кг | 8      |
| Гран-прі Загреба з боротьби 2019                               | Хорватія | греко-римська боротьба, до 72 кг | 15     |
| Гран-прі Німеччини з боротьби 2019                             | Хорватія | греко-римська боротьба, до 72 кг | Бронза |
| Тор Мастерс 2020                                               | Хорватія | греко-римська боротьба, до 67 кг | Золото |
| Чемпіонат Хорватії з боротьби 2020                             | Хорватія | греко-римська боротьба, до 72 кг | Золото |
| Відкритий чемпіонат Загреба з боротьби 2020                    | Хорватія | греко-римська боротьба, до 72 кг | Золото |

### Виступи на змаганнях молодших вікових груп
| Змагання                                       | Збірна   | Вагова категорія                 | Місце  |
| ---------------------------------------------- | -------- | -------------------------------- | ------ |
| Чемпіонат Європи з боротьби серед кадетів 2007 | Хорватія | греко-римська боротьба, до 58 кг | 23     |
| Чемпіонат Європи з боротьби серед кадетів 2008 | Хорватія | греко-римська боротьба, до 63 кг | Бронза |
| Чемпіонат Європи з боротьби серед кадетів 2009 | Хорватія | греко-римська боротьба, до 63 кг | Золото |
| Чемпіонат Європи з боротьби серед юніорів 2010 | Хорватія | греко-римська боротьба, до 66 кг | 5      |
| Чемпіонат світу з боротьби серед юніорів 2010  | Хорватія | греко-римська боротьба, до 66 кг | Срібло |
| Чемпіонат Європи з боротьби серед юніорів 2011 | Хорватія | греко-римська боротьба, до 66 кг | 12     |
| Чемпіонат світу з боротьби серед юніорів 2011  | Хорватія | греко-римська боротьба, до 66 кг | 21     |
| Чемпіонат Європи з боротьби серед юніорів 2012 | Хорватія | греко-римська боротьба, до 66 кг | Золото |
| Чемпіонат світу з боротьби серед юніорів 2012  | Хорватія | греко-римська боротьба, до 66 кг | Бронза |
| Чемпіонат Європи з боротьби серед молоді 2015  | Хорватія | греко-римська боротьба, до 66 кг | Срібло |